# Isabelle de Funès
Isabelle de Funès (* 27. Juli 1944 in Paris als Isabelle Christine Inès Léonore Girard) ist eine französische Schauspielerin und Sängerin.

## Leben
Sie ist die Tochter von Maria de Funès de Galarza und Regisseur François Gir sowie die Nichte von Louis de Funès. Vom 15. Mai 1970 bis zum 25. Oktober 1971 war sie mit dem französischen Schauspieler Michel Duchaussoy verheiratet. Ihre Tochter Lisa wurde 1972 geboren.

## Wirken
Isabelle de Funès war von 1968 als Sängerin aktiv und hatte ihr Filmdebüt 1969 in dem Film L'homme qui venait du Cher als La muette. Im darauffolgenden Jahr verkörperte sie die Rolle der Émilie in Michel Devilles Film Raphael, der Wüstling. Im Jahr 1978 drehte sie mit Le coup monté ihren letzten Fernsehfilm.

## Filmografie
- 1969: L'homme qui venait du Cher (Fernsehfilm)
- 1970: Ces messieurs de la gâchette
- 1970: Musique s'il vous plaît (Fernsehserie)
- 1971: Raphael, der Wüstling (Raphaël ou le débauché)
- 1971: Le dessous des cartes d'une partie de whist (Fernsehfilm)
- 1972: Les dossiers de Me Robineau: Les disparus de Senlis (Fernsehfilm)
- 1972: Pont dormant (Fernsehserie)
- 1973: Foltergarten der Sinnlichkeit 2 (Baba Yaga)
- 1975: Esprits de famille (Fernsehfilm)
- 1978: Le coup monté (Fernsehfilm)

## Diskografie
- 1968: La journée d'Isabelle (Odeon Records – EMI)
- 1969: Quand Michel chante (Odeon Records – EMI)
- 1969: Ne me parlez plus de l'amour (Odeon Records – EMI)
- 1969: Le vieux saule (EMI/Pathé/Pathé-Marconi)
- 1970: Port Grimaud (EMI/Pathé)
- 1976: Comme Madame Bovary (Flamophone/Barclay)